# Armoiries de Saint-Pierre-et-Miquelon
Le blason de Saint-Pierre-et-Miquelon est composé d'un champ d'azur dans lequel apparaît un navire d'or voguant sur la mer représentée par des vagues d'argent. Le navire est surmonté d'une bande divisée en trois parties : la partie gauche représente le drapeau basque, la partie centrale la bannière armoriée d'hermine plain de Bretagne et la partie droite la bannière armoriée des deux léopards de Normandie.
Le tout est surmonté d'une couronne navale. 
Autrefois on y représentait les armoiries du Pays Basque à la place du drapeau basque et le drapeau normand comportait trois léopards[réf. souhaitée]. En revanche les armoiries de Bretagne sont restées telles-quelles. On en trouve parfois des traces dans la philatélie. 
Dans la partie inférieure, sur une ceinture d'argent, on peut lire la devise officielle de Saint-Pierre-et-Miquelon : “A mare labor” ("Le travail [vient] de la mer").
Le navire fait référence à la Grande Hermine avec laquelle Jacques Cartier est arrivé à Saint-Pierre le 15 juin 1535. Les drapeaux du Pays basque, de la Bretagne et de la Normandie font référence aux origines de la majeure partie de la population des îles.